# Schignano

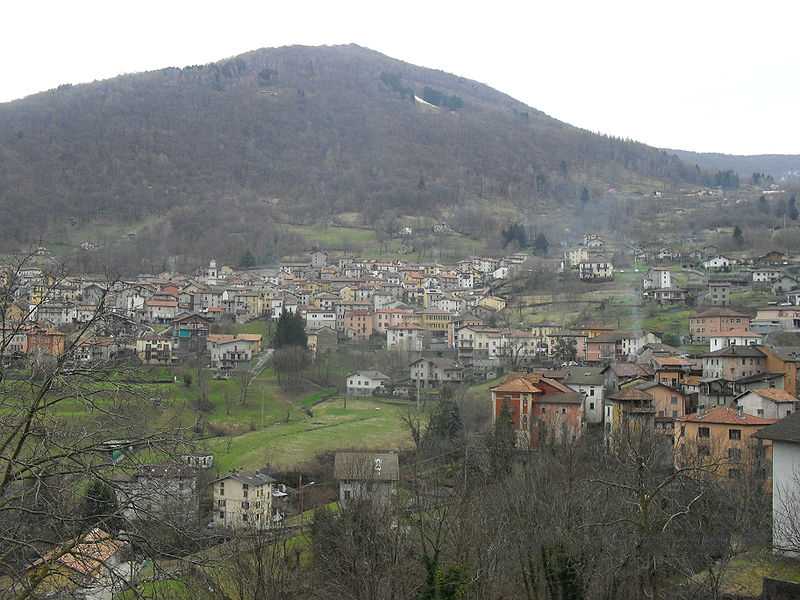
Blick auf Schignano mit dem Monte Comana im Hintergrund

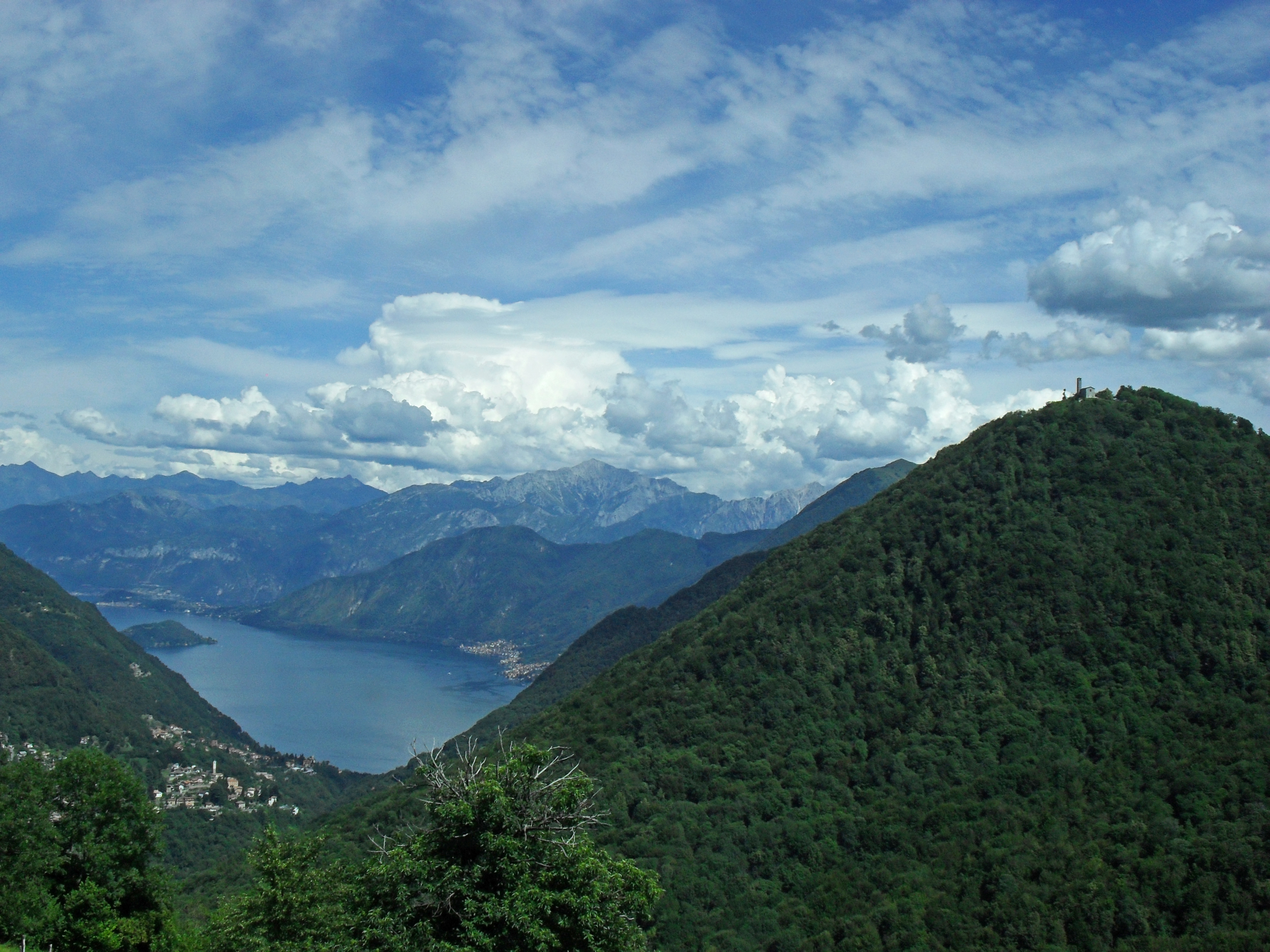
Comersee und Monte San Zeno

Schignano ist eine norditalienische Gemeinde (comune) mit 881 Einwohnern (Stand 31. Dezember 2023) in Val d’Intelvi in der Provinz Como in der Lombardei.

## Geographie
Die Gemeinde liegt etwa 12,5 Kilometer nordnordöstlich von Como im Val d’Intelvi an der Schweizer Grenze zum Kanton Tessin. Wenige Kilometer östlich liegt der Comer See. Der höchste Punkt des Gemeindegebietes befindet sich am Sasso Gordona auf 1410 Meter ü. M Höhe.
Die Gemeinde umfasst verschiedene Fraktionen Almanno, Molobio, Occagno, Ovrascio, Posa, Perla, Retegno, Vesbio und befindet sich in einem Talkessel, umgeben von den Bergen: Gringo, Monte Comana, Treviglio, Pizzo della Croce (der höchste mit 1491 m ü. M.), und Monte San Zeno. 
Die Nachbargemeinden sind Argegno, Brienno, Breggia (Schweiz), Carate Urio, Centro Valle Intelvi, Cerano d’Intelvi, Dizzasco und Moltrasio.

## Geschichte
In der Gemeinde wurde ein Schwert mit Scheide gefunden. Das Eisen des Schwertes kann auf das Jahr 120 v. Chr. herum datiert werden, heute ist es im archäologischen Museum Paolo Giovio von Como zu besichtigen.

## Bevölkerung
| Bevölkerungsentwicklung | Bevölkerungsentwicklung | Bevölkerungsentwicklung | Bevölkerungsentwicklung | Bevölkerungsentwicklung | Bevölkerungsentwicklung | Bevölkerungsentwicklung | Bevölkerungsentwicklung | Bevölkerungsentwicklung | Bevölkerungsentwicklung | Bevölkerungsentwicklung | Bevölkerungsentwicklung | Bevölkerungsentwicklung | Bevölkerungsentwicklung |
| ----------------------- | ----------------------- | ----------------------- | ----------------------- | ----------------------- | ----------------------- | ----------------------- | ----------------------- | ----------------------- | ----------------------- | ----------------------- | ----------------------- | ----------------------- | ----------------------- |
| Jahr                    | 1751                    | 1805                    | 1853                    | 1901                    | 1911                    | 1931                    | 1951                    | 1971                    | 1991                    | 2001                    | 2011                    | 2020                    |                         |
| Einwohner               | 697                     | 1024                    | 1954                    | 2007                    | 2595                    | 1633                    | 1336                    | 1006                    | 901                     | 935                     | 874                     | 873                     |                         |

## Gemeindepartnerschaft
- Saint-Amé, Département Vosges, Frankreich (seit 1988)
- Cermenate, Provinz Como, Italien

## Sehenswürdigkeiten
- Kirche San Giovanni Battista[2]
- Kirche Santa Maria Assunta[3]
- Oratorium San Giuseppe[4]

## Persönlichkeiten
- Antonio Peduzzi (* um 1675 in Bologna; † 4. März 1735 in Wien), (Herkunftsort Schignano), Maler, Architekt, Ingenieur, Theaterarchitekt, kaiserlicher Hofbaumeister, kaiserlicher Ingenieur[5][6]
- Giuseppe Peduzzi (* um 1725 in Schignano; erwähnt 1760/1785, † in der Stadt Gattschina), Baumeister. Er leitete die Bauarbeiten für das Schloss Gattschina, das von Antonio Rinaldi entworfen wurde. Ab 1772 war dort auch Felice Lamoni aus Muzzano TI mit Stuckarbeiten beschäftigt (Weißer Saal).[7]

## Fotos

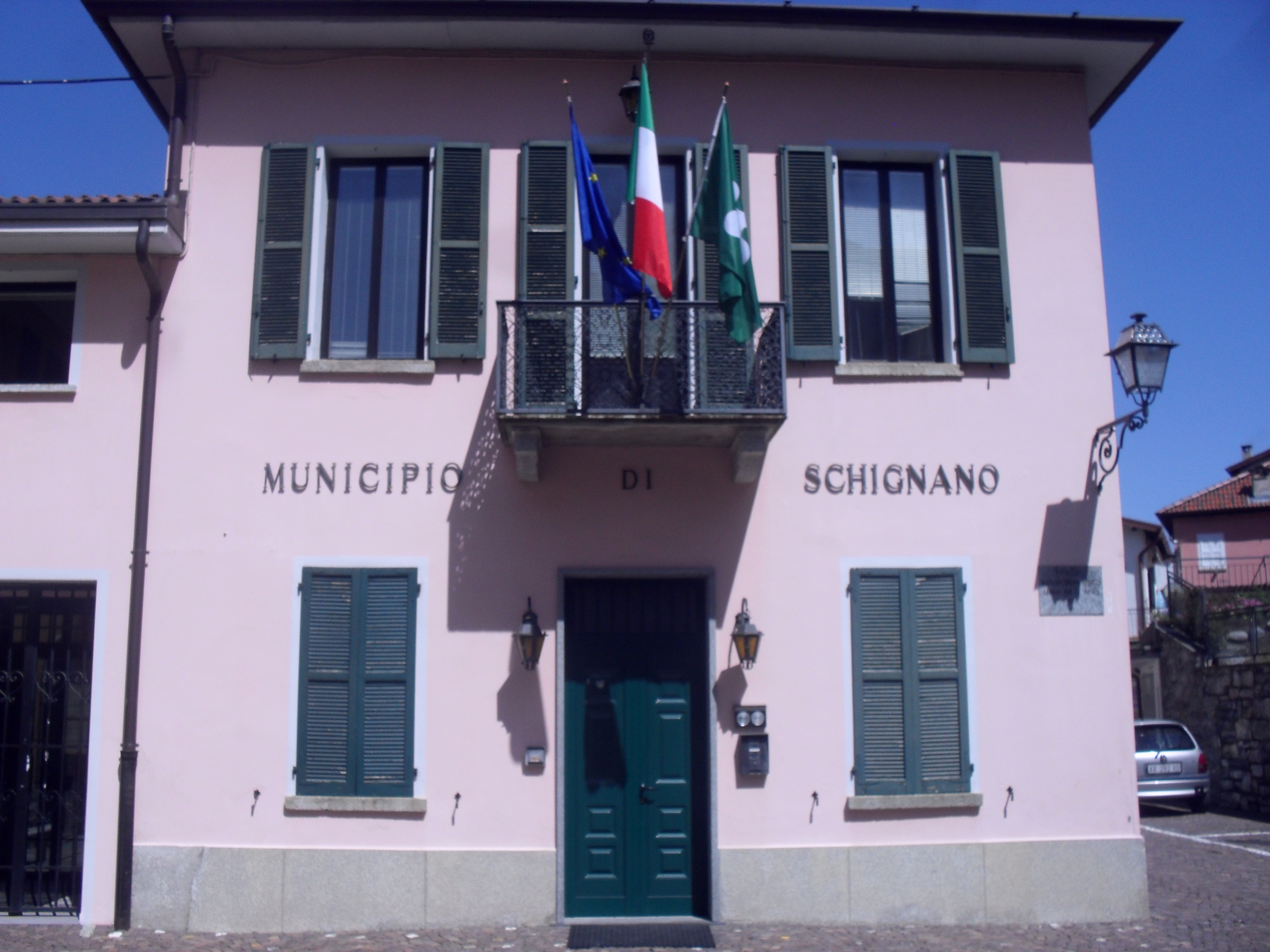
Gemeindehaus
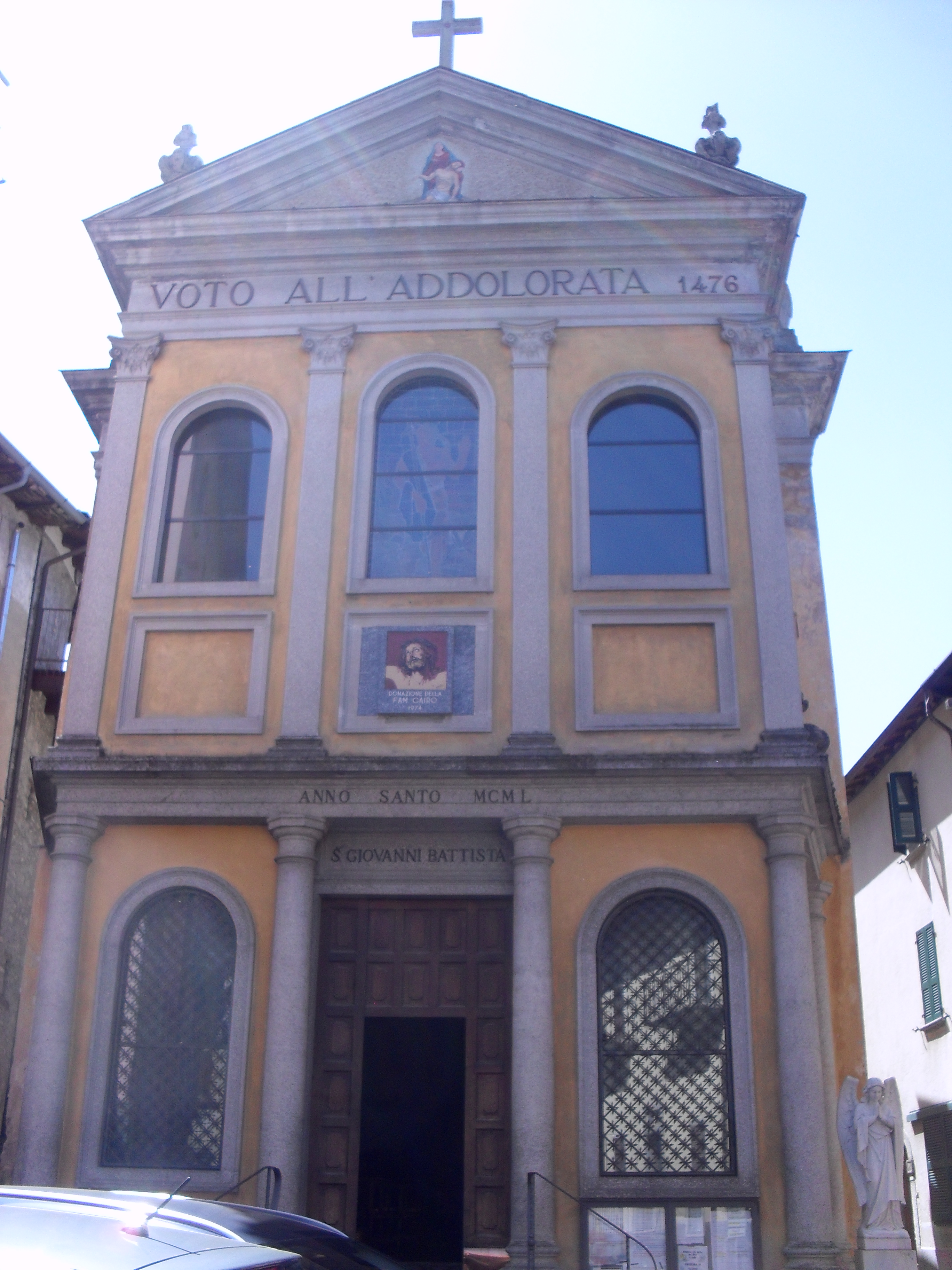
Kirche San Giovanni Battista in Platz San Giovanni in Occagno
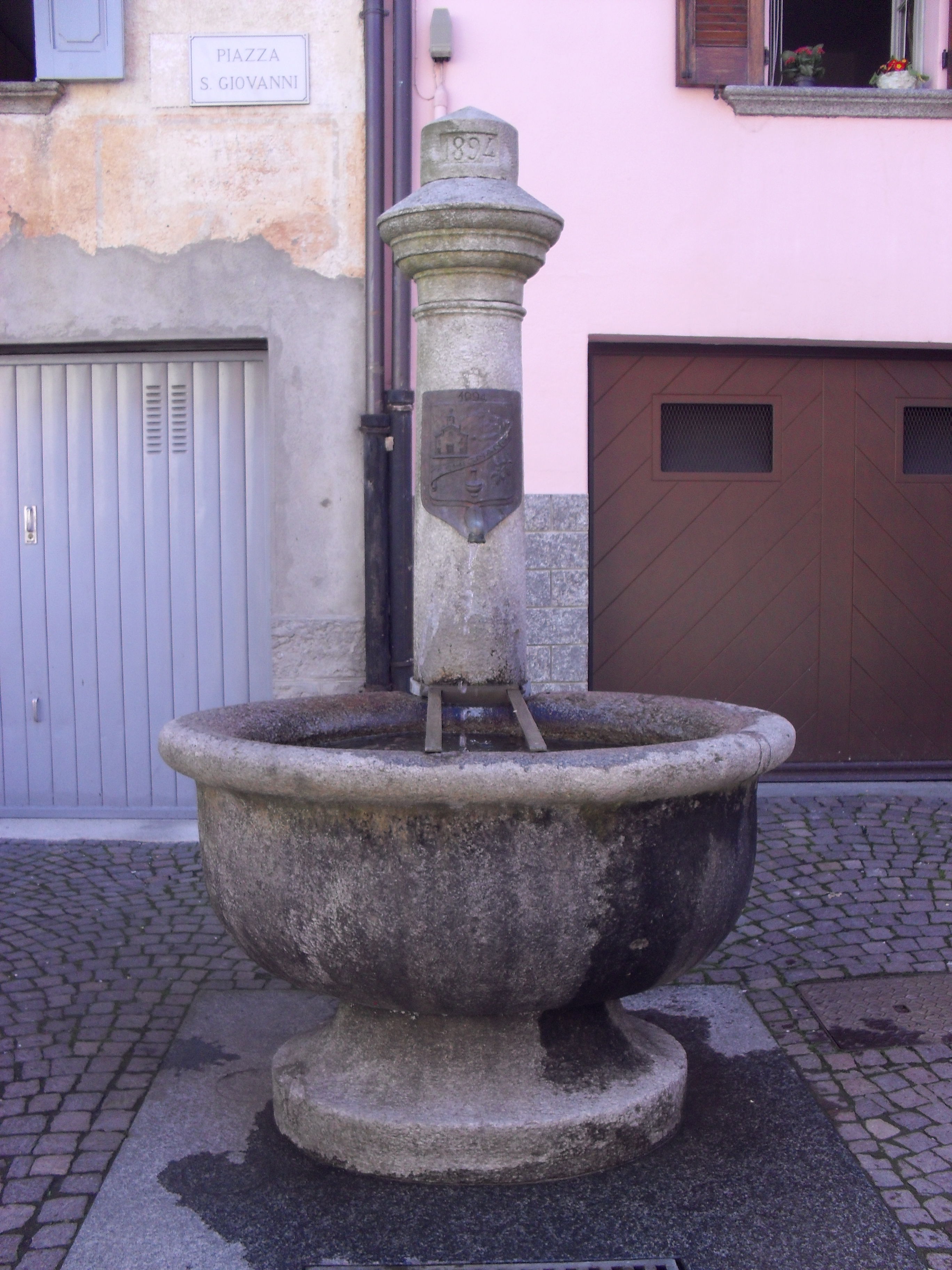
Brunnen (1894) Platz San Giovanni in Fraktion Occagno
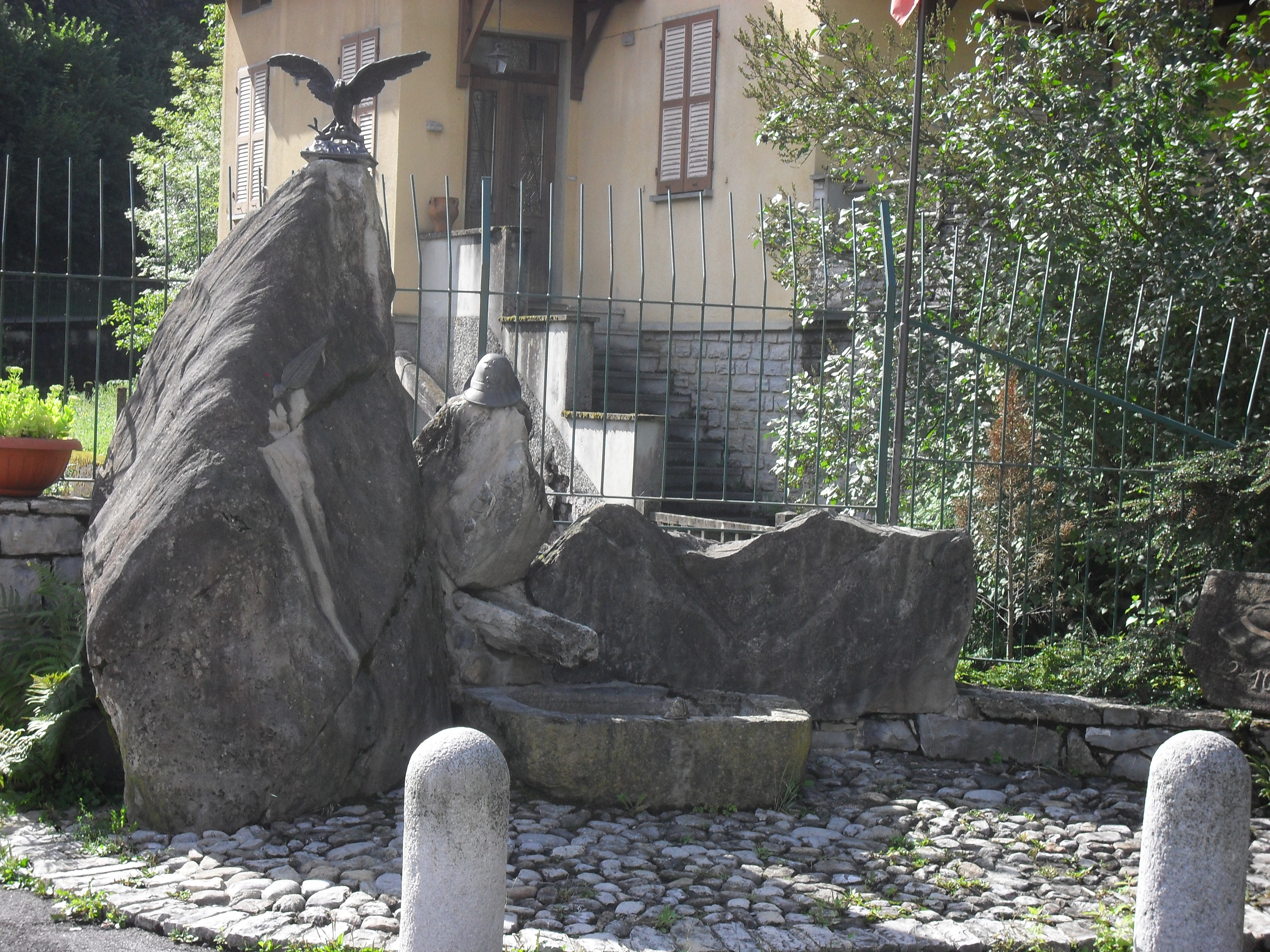
Alpinidenkmal
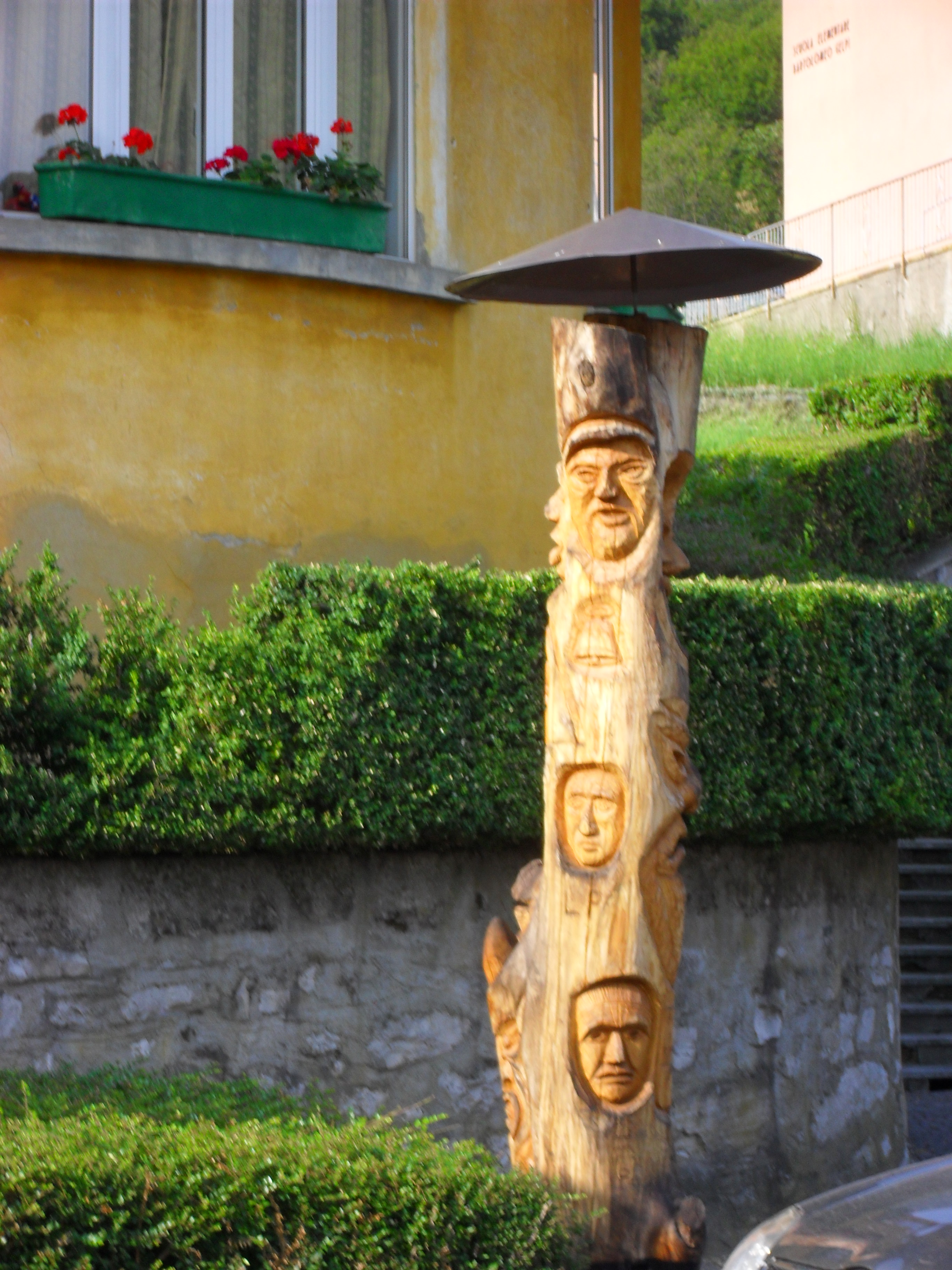
Statue aus Holz
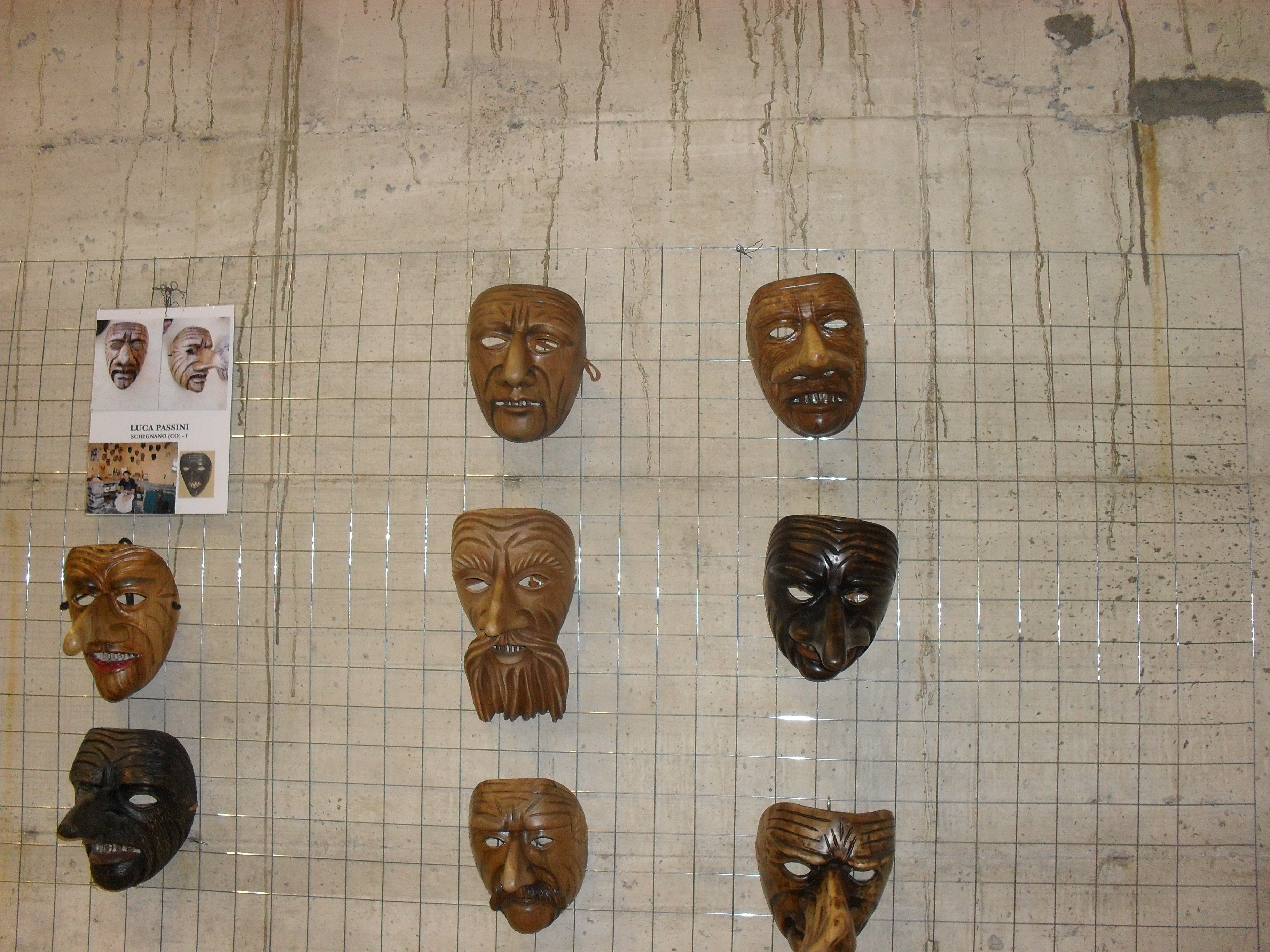
Fastnachtmasken
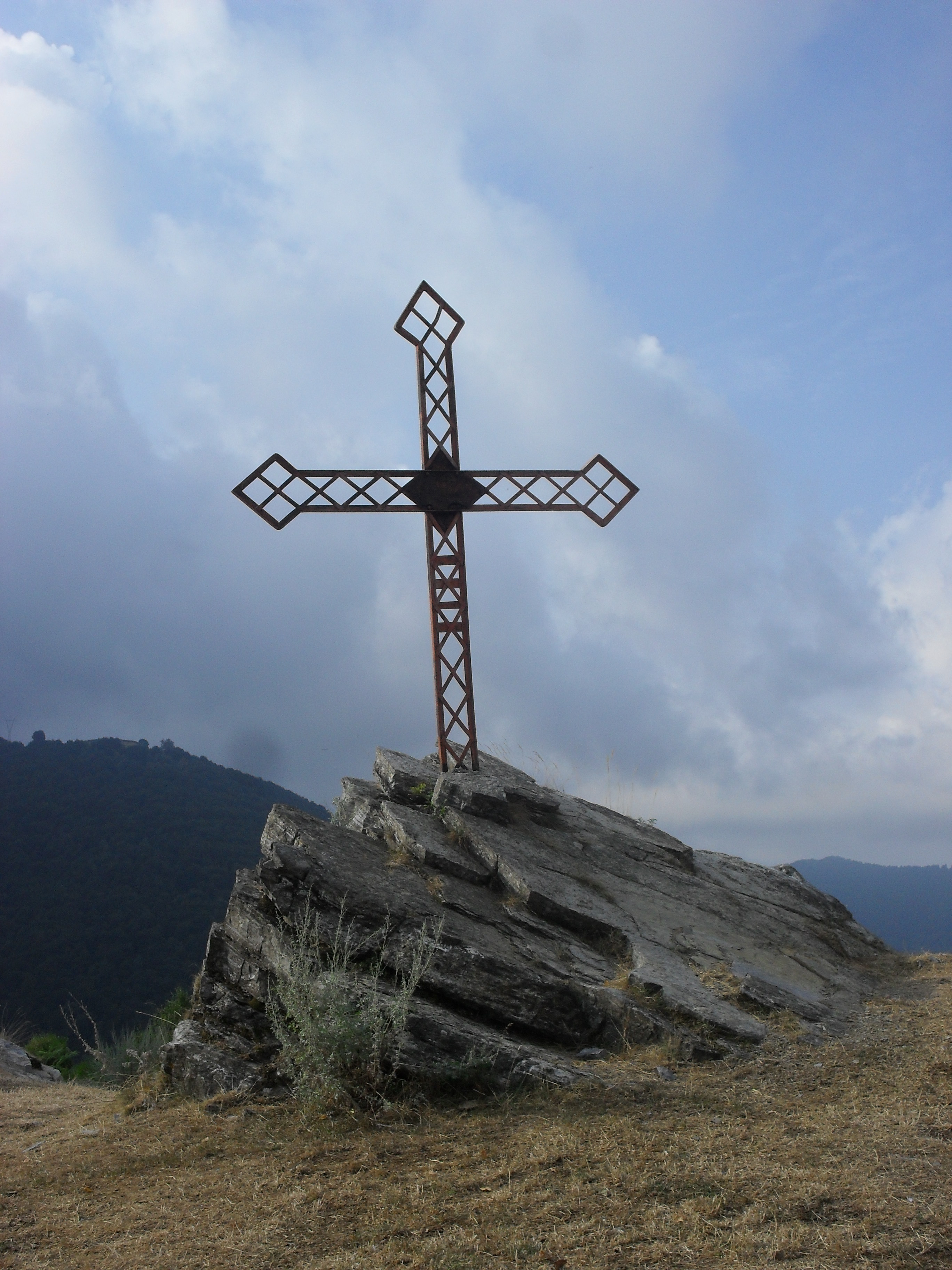
Ortsteil Crocette
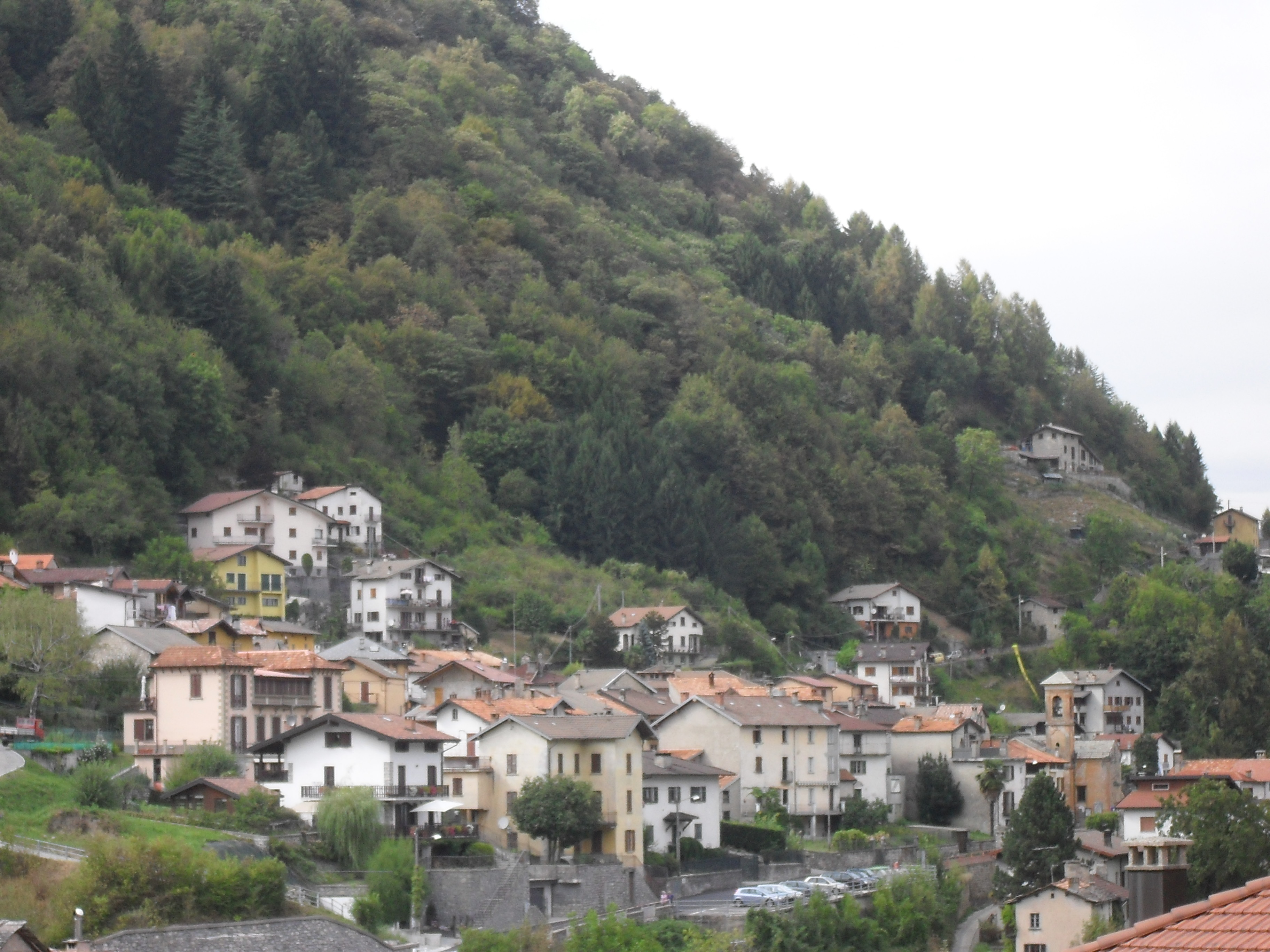
Fraktion Ovrascio
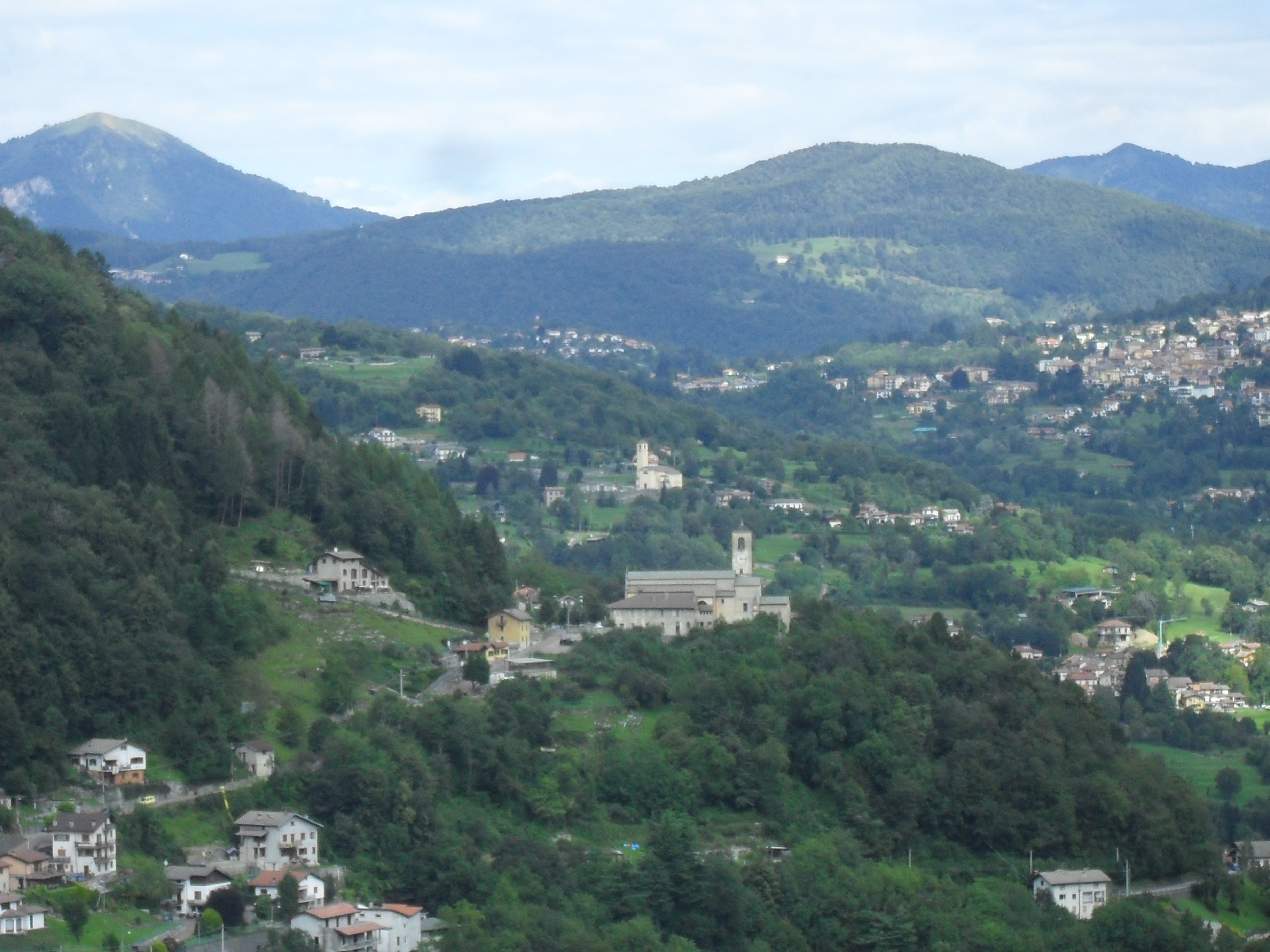
Kirche Santa Maria und Teil der Fraktion Ovrascio
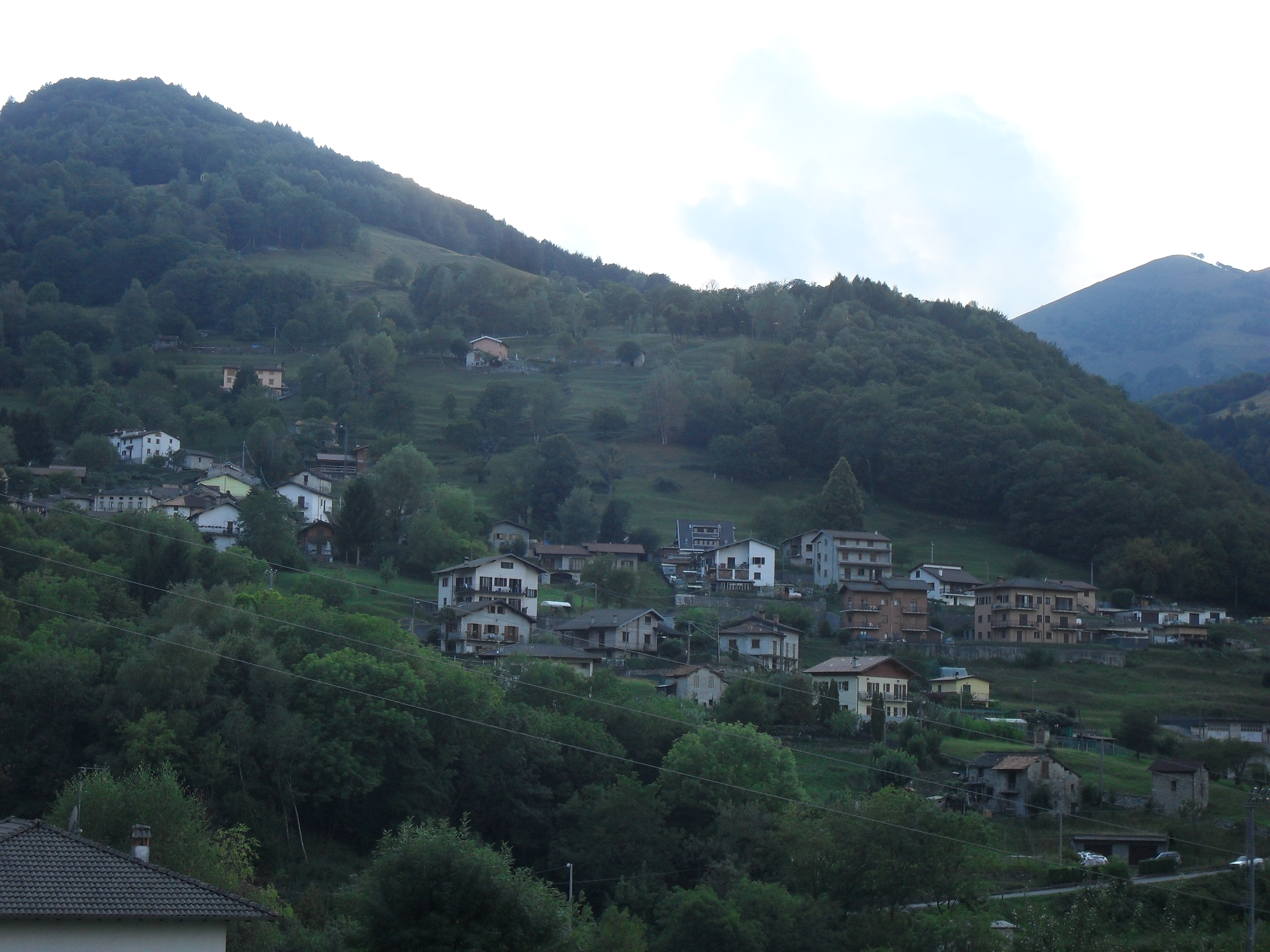
Fraktion Perla
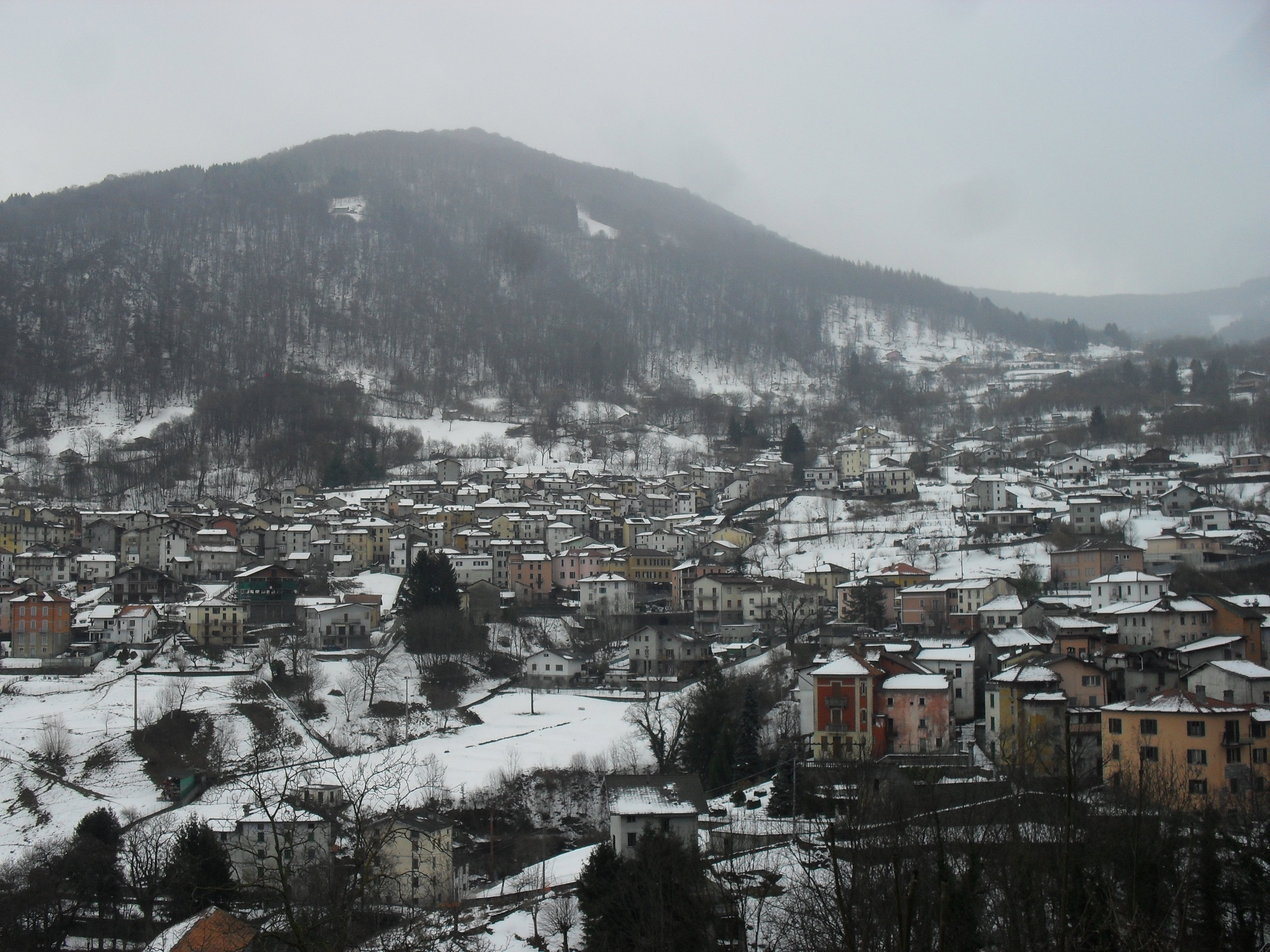
Panorama im Winter
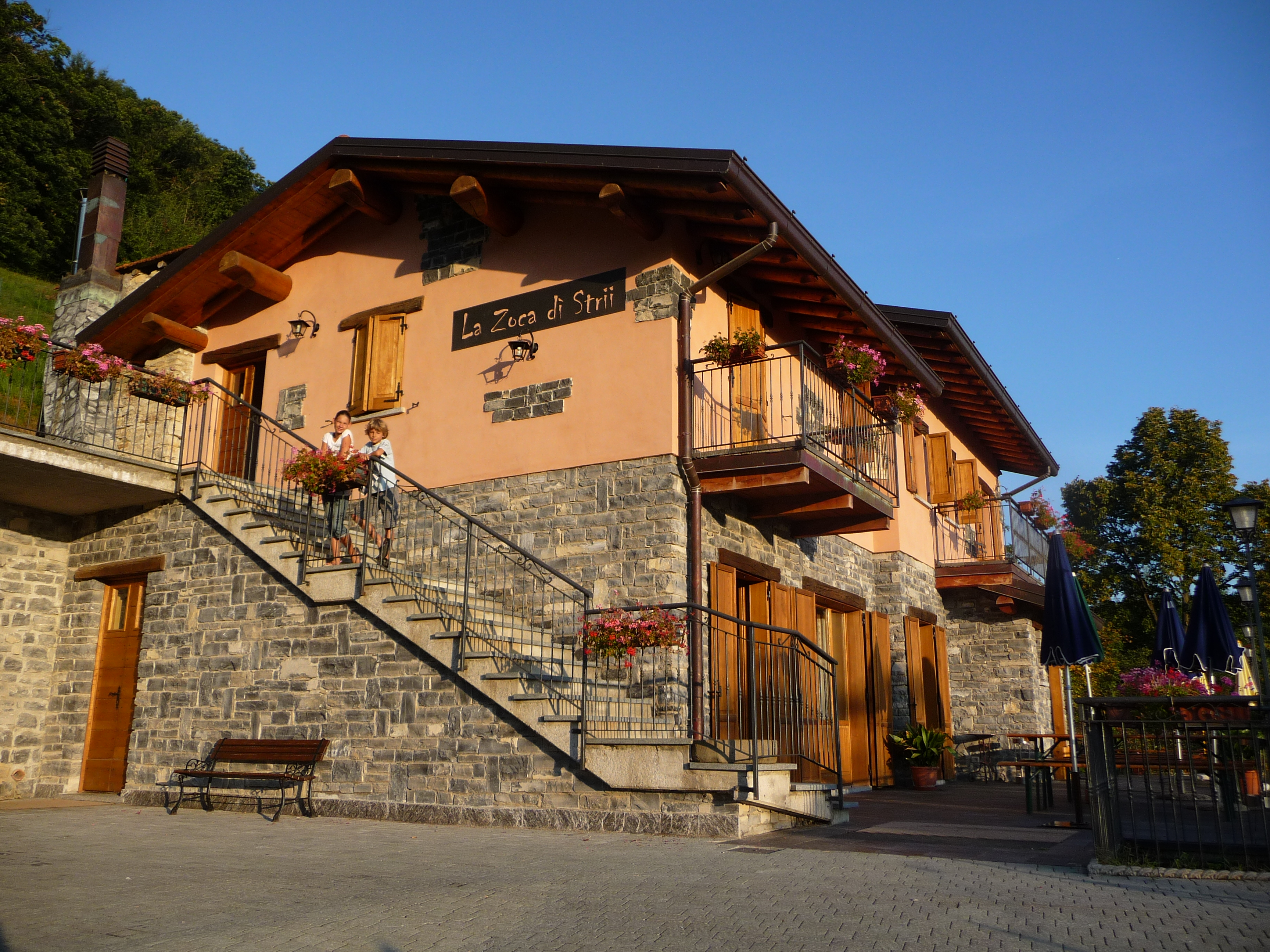
Agriturismo La Zoca di Strii